# Mobilna zdravstvena nega

## Definicija mobilne zdravstvene nege
Mobilne aplikacije za zdravje so aplikacije za pametne telefone in tablične računalnike, ki nudijo storitve, povezane z zdravjem. Ker so dostopne uporabnikom tako doma kot na poti, so postale pomemben del programov mobilnega zdravja (mHealth) v zdravstvu. V spletnih trgovinah je mogoče kupiti različne aplikacije za zdravje. Nekatere so razvili z namenom, da bi uporabnike spodbudile k bolj zdravemu vsakdanu, denimo da bi jim svetovale pri fizičnih aktivnostih in prehrani. Spet druge pa pomagajo zdravnikom in pacientom, da komunicirajo na daljavo, kot je na primer aplikacija za diabetike, ki zdravniku avtomatsko pošlje informacije o ravni glukoze. Mnoge aplikacije so povezane z elektronskimi kartoni, ki zdravstvenim delavcem omogočajo točne podatke, ki so zlahka dostopni. (1)

### 1. Uporaba mobilnih aplikacij
Mobilni telefoni, tablični računalniki in nosljive naprave se uporabljajo za izvajanje rednih zdravstvenih pregledov in za vodenje zdravstvene kartoteke pacientov. Zdravniki in medicinske sestre lahko pregledajo pacienta s pomočjo mobilnih naprav, ki kažejo, kako izvesti pregled. S pomočjo mobilnih naprav zdravstveni delavci bolj aktivno prispevajo k usmerjanju pacientov v pravo smer zdravljenja. Prav tako naj bi naprave znatno pripomogle k izboljšanju kakovosti zdravstvene nege. (2)

### 2. Pomankljivosti mobilnih aplikacij
Ena od pomanjkljivosti mobilnih aplikacij za zdravje, je da politika zasebnosti ni tako dobro urejena kot pri drugih aplikacijah. Uporabniki je ne preberejo vedno in se zaradi tega ne zavedajo, v kakšne namene ponudniki aplikacij uporabljajo njihove podatke o zdravju. v Združenih državah Amerike rabo teh aplikacij ureja Zakon o prenašanju in odgovornosti za podatke zdravstvenega zavarovanja (Health Insurance Portability and Accountability Act). Vse aplikacije za zdravje niso skladne z zakonom, zaradi česar uporabnik nima zagotovila, da bodo njegovi podatki o zdravju zaščiteni ali da bo uporabnik obveščen o morebitni zlorabi. Mobilne aplikacije za izboljšanje zdravja se širijo, vendar preden jih zdravstvena ustanova ali organizacija lahko priporoči pacientu, morajo biti prepričani, da je aplikacija uporabnikom prijazna ter koristi njihovemu zdravju. Uporaba mobilne aplikacije za spremljanje ter izboljšanje zdravljenja, je v velikem vzponu. Pojav pametnih mobilnih tehnologij, ki omogočajo hiter in preprost dostop, prenos in spremljanje informacij, je še spodbudil njihovo sprejemanje v zdravstvu. (3)

## Uporoba mobilnih aplikacij v tujini
Aplikacije so zasnovane tako, da podpirajo diagnostične in terapevtske postopke, ki jih opravljajo medicinske sestre kot tudi zdravniki, pomagajo pacientom, da izboljšajo njihovo samovodenje z boleznijo. Vendar je to področje še zmeraj premalo raziskovano, da bi lahko podprli te dokaze o njihovi učinkovitosti. Raziskave, ki so jih do sedaj opravili v tujini (Amerika in Kitajska), so namenjene oceni učinkovitosti mobilnih aplikacijah pri podpori samovodenja, pri zmanjšanju števila hospitaliziranih pacientov in pri nižanji povprečnih dni preživetih v bolnišnici. (4)
Nekatere študije so pokazale, da aplikacije zagotavljajo učinkovito in za paciente izvedljivo vadbo za izboljšanje telesne zmogljivosti. Take mobilne aplikacije lahko povečajo sposobnost smmovodenja in upoštevanja vadbe na domu. Učinkovitost samovodenja bolezni preko mobilnih aplikacij se je izkazalo za zelo učinkovito in je pripomoglo k zmanjšanju števila sprejemov v bolnišnico ter k izboljšanju zdravstvenega stanja pacientov s kronično boleznijo. Mobilni telefoni s priročnimi aplikacijami imajo velik potencial za zmanjšanje zdravstvenih težav ter za izboljšanje zdravstvene oskrbe. (4)
Mobilne aplikacije na mobilnem telefonu ali tabličnem računalniku uporabljajo tako medicinske sestre in zdravniki, da bi se lažje povezali s pacienti in omogočili dostop do nekaterih nujnih informacij, ki jih pacienti potrebujejo. Aplikacije se uporabljajo tudi za preventivne namene v zdravstvenem sistemu. Ena glavnih vzrokov za splošno sprejemanje mobilnih aplikacij v tujini s strani zdravnikov in medicinskih sester je, da izboljšajo komunikacijo med pacienti ter tako posledično izboljšajo tudi same informacijske vire za oskrbo pacienta. Pred razvojem mobilnih naprav in mobilnih aplikacij so informacijske vire v glavnem zagotavljali stacionarni računalniki in niso podpirali potrebe po mobilnosti v zdravstvenih ustanovah. Nekatere zdravstvene ustanove v Ameriki so to mobilnost skušali doseči z upostavitvijo brezžične mobilne informacijske postaje (računalniki na kolesih, delovne postaje na kolesih). Sedaj pa imajo to vse na dosegu rok preko mobilnih aplikacij na telefonu ali tabličnem računalniku. (5)

### 1. Uporabnost mobilnih aplikacij s strani zdravstvenih delavcev:
-         sistemski pregled nad prejetimi informacije o pacientih (pisanje zapiskov, diktiranje, snemanje fotografij, organizacijo informacij in slik),
-         upravljanje s časom (določanje terminov pregleda za bolnike, urejanje sestankov s sodelavci in drugimi člani tima),
-         upravljanje in dostopanje do zdravstvenih kartotek (dostop do zdravstvenih kartotek in samo urejanje le-teh),
-         komunikacijo in svetovanje (klici, video klici, SMS sporočila, e-mail sporočila, video konference),
-         sklicevanje in zbiranje informacij (medicinski priporočniki in znanstveni članki, zdravstvene novosti, dostopanje do informacij o zdravilih),
-         spremljanje bolnikov (klinični sistem za smernice kliničnega zdravljenja, podpora o odločanju za paciente, organizacija laboratorijskih izvidov in interpretacija, diagnostično-terapevtski postopki),
-         zdravstveno izobraževanje in usposabljanje. (5)

### 2. Uporabnost mobilnih aplikacij s strani pacientov s kroničnimi boleznimi:
Pacienti s kroničnimi boleznimi uporabljajo za njih zasnovane aplikacije (npr. KOPB – kronična obstruktivna pljučna bolezen) kot so, The Breathing App, The COPD Pocket Guide. Rezultati raziskave, ki je bila izvedena na Kitajskem, je pokazala, da bi lahko take aplikacije zmanjšale trenutni naval sprejem v bolnišnice bolnikov z boleznijo KOPB-ja. Raziskava je pokazala tudi, da aplikacije izboljšajo fizično sposobnost in raven aktivnosti bolnikov. (4)

## Raziskave o uporabnosti mobilne zdravstvene nege
Raziskave, ki so bile opravljene so predvsem usmerjene v politiko zasebnosti. Ugotovljeno je bilo, da aplikacije zbirajo preveč osebnih podatkov in, da bo potrebno še kar nekaj dela na zaščiti teh podatkov, da ne bi prihajalo do nepotrebnih zlorab z osebnimi podatki. So pa aplikacije v hitrem porastu, uporabnikom je na voljo že tisoče aplikacij, ki pa se bodo v naslednjih letih še razširile. Leta 2016 so na grški univerzi Piraeus izvedli raziskavo, ki je odkrila mnoge varnostne pomankljivosti pri rabi mobilnih aplikacij za zdravje. Raziskavo so izvedli na 20 najbolj priljubljenih aplikacijah za zdravje in ugotovili, da jih kar 80% ne ustreza standardom, namenjenim preprečevanju zlorabe uporabniških podatkov. V raziskavi so analizirali varnostne težave, jih sporočili izvajalcem programske opreme ter preverili, če so razvijalci to težavo lahko odpravili. (6)
V drugi raziskavi je bilo ugotovljeno,da nekatere aplikacije zbirajo preveč podatkov, kot jih dejansko potrebujejo za svoje delovanje. Najbolj naj bi se zbirali podatki o uporabnikovi lokaciji. Med 60 preučenimi aplikacijami, jih je dostop do lokacije zahtevalo 26. Ugotovljeno je bilo, da je bil dostop upravičen v 9 primerih, 5 primerov je bilo mejnih, pri preostalih 12, pa ni bilo najdenega razloga zakaj bi aplikacija potrebovala podatek o uporabnikovi lokaciji. Kljub tej ugotovitvi, da aplikacije zahtevajo precej več dostopa, kot ga potrebujejo za delovanje, večina uporabnikov vseeno odobri dostop do vseh zahtevanih podatkov. 
Aplikacije m-Zdravja predstavljajo veliko tveganje za varnost in zasebnost podatkov, to je kar precej zaskrbjujoč podatek, saj tovrstne aplikacije obdelujejo zelo občutljive podatke. Njihova zloraba ali razkritje lahko resno škoduje ugledu in življenjskemu položaju uporabnika, so v svojih raziskavah ugotovili Ackerman (2013) in Hoppe et al.(2017). (7)
Avtorica Lupton (2014b) se je v svoji raziskavi spraševala o razlogih zakaj se ljudje odločijo za spremljanje svojega zdravstvenega stanja preko aplikacij in delili svoje podatke. Ugotovila je, da se večina uporabnikov odloči, ker želi izboljšati kakovost svojega življenja zaradi osebnih razlogov, velikokrat pa uporabniki aplikacijo preizkusijo tudi samo iz radovednosti. (8)
V aplikacije je pomembno vnesti prave podatke, saj lahko napačni podatki vodijo do postavitve napačnih diagnoz, kar pa pomeni veliko škodo za uporabnike in njihovo zdravstveno stanje. Napačen vnos podatkov lahko povzroči napačno oskrbo, saj lahko uporabnik misli, da je bolj bolan, kot je v resnici, ali pa zamudo pri obravnavi, saj so meritve boljše, kot so v resnici. (9)

## Zgodovina in prihodnost mobilne zdravstvene nege
Mobilno zdravje se je začelo razvijati spodbudno zaradi vse večjega števila prebivalcev in lažjega dostopanja do zdravstvenih storitev (WHO, 2008). (10) Ključen je tudi razvoj tehnologije katera nam omogoča nove razvojne poti.  Raziskave omogočajo vpogled pozitivnih stvari, katere nam prinaša mobilno zdravje. Imamo tudi pomembne deficite. Ena največjih slabosti je, da starejše generacije, ki v večini iščejo in rabijo zdravstveno pomoč, so tehnološko slabše izobražene. Za zdaj ima samo 12% vseh držav mobilno zdravje tako razvito da lahko z njem delajo raziskave ter ga evalvirajo in nadgrajujejo. Ostale države nimajo močno razvitega zdravstvenega sistema in razpoložljive tehnologije. (11)
Z razvojem mobilnih in telekomunikacijskih mrež nam je uspelo že leta 2010 povezati 70% vse populacije v razvitem svetu. in v današnjih časih tehnologija samo še napreduje in postaja dostopnejša tudi v manj razvitih državah. Mobilne aplikacije se koristijo v vseh drugih področij ekonomije in tam tudi eksponentno rastejo. V zdravstveni panogi pa mobilno zdravje ne napreduje kaj hitro, čeprav so se izkazale za dober primer preventivnega zdravja. 
Države težijo k razvoju mobilnega zdravja Amerika ima kar 42% pobudo za nadaljnji razvoj aplikacij sledi pa ji Azijska regija z 32% prizadevanjem (WHO, 2011). Mobilno zdravje izkoriščajo tako za preventivo kot za kurativo razvijajo se pisanje receptov, dajanje navodil, omogočanje samostojnejše zdravstvene nege pacienta z znano kronično boleznijo. V prihodnosti si stroka, ki se ukvarja z razvojem teh aplikacij prizadeva, da bodo lahko monitorirali pacienta. Bolniki bodo tako samostojno in lažje obvladovali  kronične bolezni in zmanjšali obiske pri zdravniku. Zdravstveni delavci bi s pomočjo aplikacij, redno posredovali  nove informacije o bolezni in dosegali boljše spopadanje z njmi. (12)
Veliko raziskovalcev predvideva, da bi lahko s pomočjo dobro razvitih aplikacij pacienti postali popolnoma samostojni pri nekaterih boleznih in naredili kronične bolezni še bolj obvladljive. Ljudje ki uporabljajo eno najsodobnejših načinov zdravljenja, želijo ter  spodbujajo nadaljn razvoj mobilnega zdravja. (13)
Leta 2017 je bilo na voljo več kot 165.000 mobilnih aplikacij za zdravje skoraj 80.000 jih je bilo ustvarjenih v enem letu (Kao C.-K. et al, 2017). Večina jih je namenjena pacientom. Največ aplikacij je namenjeno naročanju terapije in opomnikom za intervencije zdravstvene nege, fizioterapije, in splošno zdravje. To nam zagotavlja 24 urno zdravstveno asistenco. Sistem mobilnih aplikacij za zdravje  potrebuje še nadaljnje razvijanje da bi se popolnoma uveljavil. (14)